# Esclopet

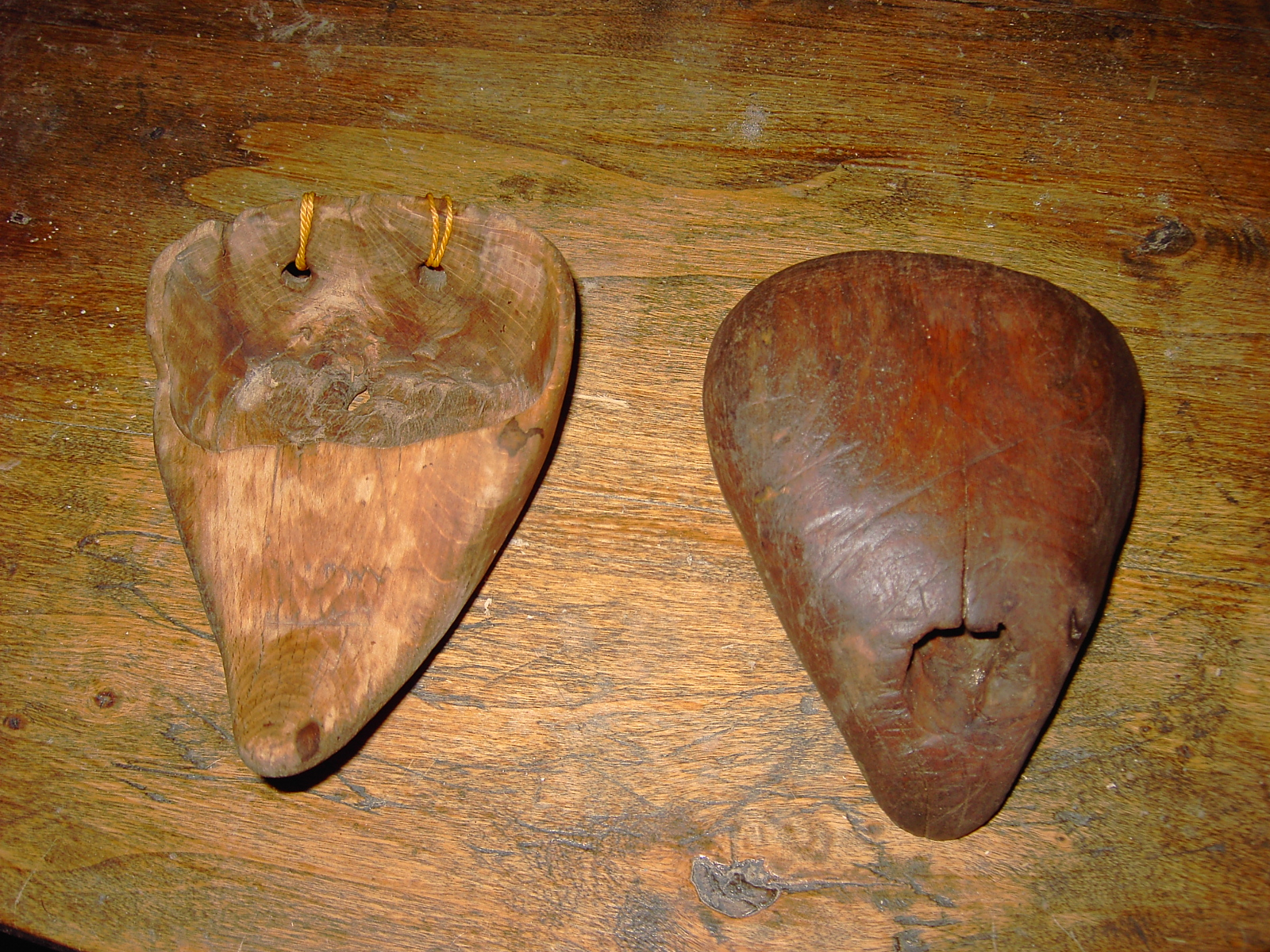
Dos esclopets

L'esclopet o esclopí és un estri de fusta, semblant a un esclop petit. Els segadors l'utilitzaven per a protegir els dits de la mà esquerra mentre manejaven la falç amb la mà dreta. Sense l'esclopet, fora fàcil tallar-se amb l'esmolada falç després de llargues hores segant. A més a més, l'esclopet allarga un xic la mà, i permet d'agafar un nombre major d'espigues a la vegada. Per aquesta raó sol ser acabat en punta.
Segons la mida d'aquesta eina, protegia els quatre dits de la mà esquerra o només tres (el dit índex quedava fora); solia anar lligat al canell amb una corda o una corretja de cuir, i duia un forat prop de la punta perquè respirés la mà. Se solia fer de fusta de freixe o faig.

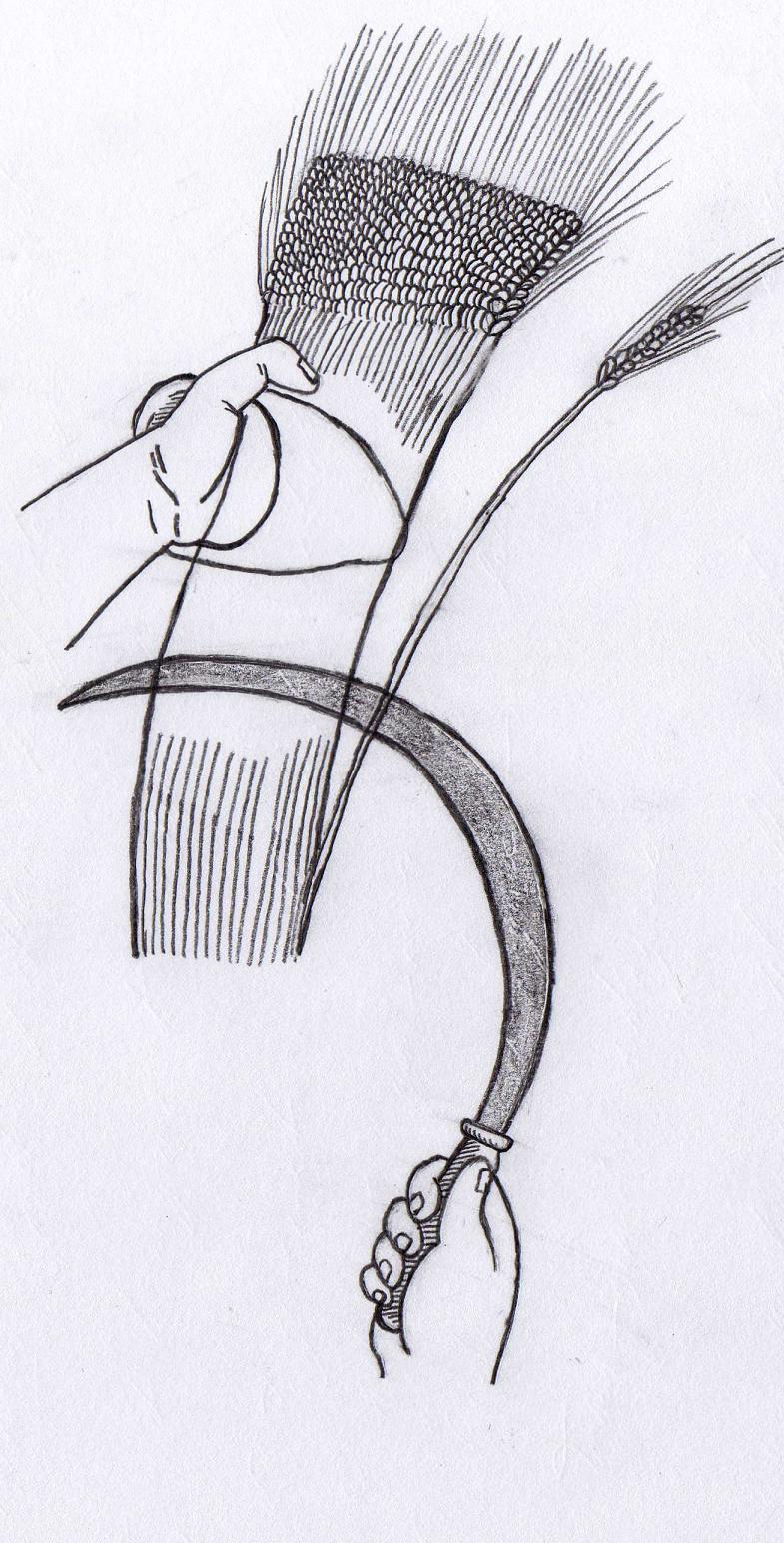
Diagrama que mostra la manera d'utilitzar l'esclopet en segar.